# 三裂叶绢蒿
三裂叶绢蒿（学名：Seriphidium junceum）为菊科绢蒿属的植物。分布于俄罗斯以及中国大陆的新疆等地，生长于海拔800米至1,500米的地区，多生长在山麓、漠钙土地区、半荒漠化草原、戈壁、砾质坡地、荒漠化及干河谷地带。

## 变种
大头三裂叶绢蒿（学名：Seriphidium junceum var. macrosciadium）为菊科绢蒿属下的一个变种。

## 异名
- Artemisia juncea Kar. et Kir.
- Seriphidium junceum (Kar. et Kir.) Poljak. var. macrosciadium (Poljak.) Ling et Y. R. Ling